# Henk van Zalinge

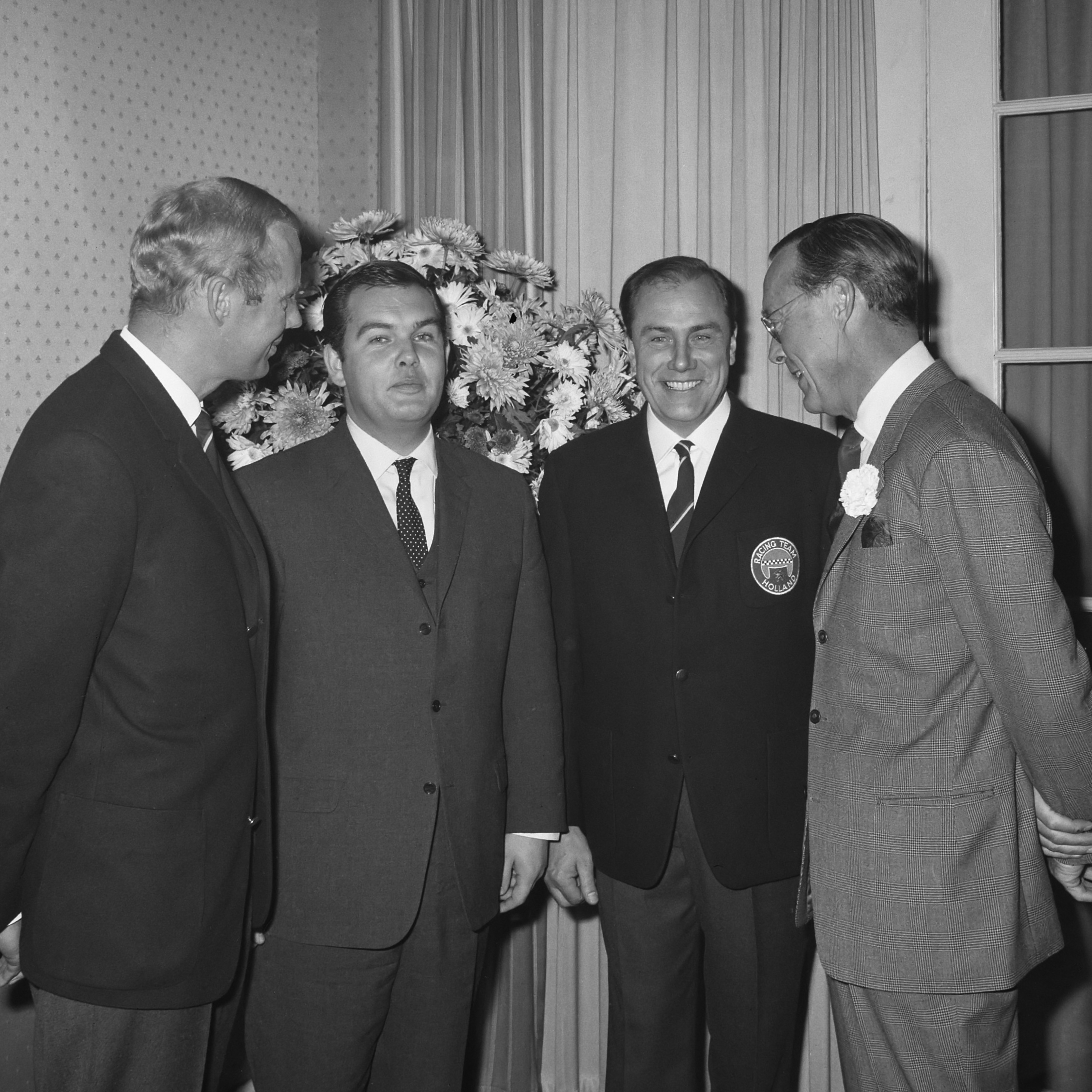
Racing Team Holland op bezoek bij Prins Bernhard. V.l.n.r. Rob Slotemaker, Ben Pon, Henk van Zalinge en Prins Bernhard (1964)

Henk van Zalinge (1922 – Opio, 5 februari 2006) was een Nederlands autocoureur, motortuner, en bouwer van elektrische contrabassen.
Van Zalinge werd geboren als zoon van een rubbermakelaar en groeide op in Bussum. Hij volgde het lyceum, studeerde indologie, maar brak zijn studie af en verhuisde naar het Verenigd Koninkrijk.
Hier volgde hij een opleiding werktuigbouwkunde, waarna hij zich specialiseerde in autotechniek.
Hij keerde naar Nederland terug en werd actief in de autosport. Omdat hij weinig geld had bouwde hij een oude Alfa Romeo om tot sportwagen die hij de naam Hirondelle gaf. Van Zalinge bouwde nog diverse andere Hirondelles, en op 21 mei 1956 won hij in een Hirondelle op het circuit van Zandvoort. Later legde hij zich toe op het tunen van motoren. 
Eind jaren vijftig richtte hij samen met Rob Slotemaker de Autorensportschool Zandvoort op, die hij na het overlijden van Slotemaker in 1979 voortzette met Dick van Iperen. In 1963 benaderde hij DAF met een idee voor een racewagen met Variomatic. De Brabham-DAF die hieruit ontstond werd gereden door Gijs van Lennep, echter zonder veel succes.
Van Zalinge maakte in de jaren zestig als coureur deel uit van Racing Team Holland. In 1964 nam hij met Ben Pon in een Porsche 904 deel aan de 24 uur van Le Mans. Ze eindigden als tweede in hun klasse en als achtste in eindklassement. Eind jaren zestig stopte hij met racen.

## Contrabas
Van Zalinge speelde contrabas, en leerde volgens eigen zeggen tijdens de Tweede Wereldoorlog in Bussum van zigeuners hoe je zo'n instrument moest bouwen. In de jaren zeventig ontwikkelde hij een elektrische contrabas, waarbij de klankkast grotendeels was weggelaten. Van Zalinge vroeg in 1978 op zijn ontwerp een Amerikaans octrooi aan, dat in 1981 werd verleend. Tussen 1979 en 1982 bouwde hij ruim 50 elektrische contrabassen. Fabrieksmatig werden nog zo'n 200 stuks gebouwd naar zijn ontwerp. In Europa werd het instrument Van Zalinge bass genoemd; op de Amerikaanse markt sprak men van de Z-bass. Bekende bespelers waren Niels-Henning Ørsted Pedersen, Stanley Clarke en Sting.
Van Zalinge overleed op 83-jarige leeftijd.